# Sainte-Cécile-du-Cayrou

Sainte-Cécile-du-Cayrou este o comună în departamentul Tarn din sudul Franței. În 2009 avea o populație de 122 de locuitori.

## Evoluția populației
| An        | 1975 | 1982 | 1990 | 1999 | 2006 | 2009 |
| --------- | ---- | ---- | ---- | ---- | ---- | ---- |
| Populație | 187  | 175  | 162  | 160  | 128  | 122  |